# 수소화 탈황

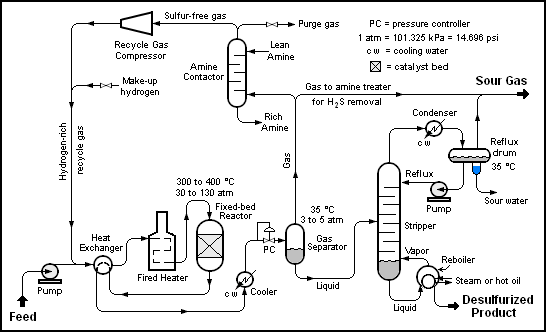
탈황 과정을 나타낸 도면.

수소화 탈황(水素化脫黃, Hydrodesulfurization HDS)은 천연 가스나 석유 정제 제품(휘발유, 제트 연료, 등유, 중유 등)에서 황(S)을 촉매를 이용해 제거하는 화학 과정이다. 황을 제거하는 것은 이산화황(SO
2) 배출을 줄이기 위함으로, 이산화황은 자동차, 항공기, 기관차, 선박, 화력 발전소, 용광로 등 각종 연료 연소 시설에서 배출된다.

## 개요
에너지 가운데의 유황 또는 유황 화합물이 연소에 의하여 아황산가스 및 무수황산(無水黃酸：H2SO4)이 생성되고, 이것이 연소가스에 혼합되어 대기 중에 배출되므로 공해의 대상물질이 된다. 기체연료 중의 유황 화합물은 분자의 크기가 작기 때문에 정제(精製)과정에서 제거가 용이하고 공해 문제가 되지 않지만, 석유와 석탄 중에는 유황이 함유되어 있어 이것이 배출가스에 혼합된다. 특히 석유의 수요는 해마다 증가하고 있고, 한국은  유황의 함유량이 많은 중동지역의 원유를 이용하므로 공해문제는 더욱 심각해진다.
탈황법에는 연소가스로부터 유황화합물을 제거하는 방식과, 석유의 정제과정에서 유황분을 제거하는 중유탈황(重油脫黃)방식이 있다. 제지공업·비료공업·염색공업·피혁공업의 공장 폐수와 석유정제·석유화학·제철·유지공업 등의 공장배수 중에는 유황화합물이 포함되고 있는데, 이는 화학약품 처리·생물화학적 처리 등의 방법에 의하여 제거시킨다.